# Grisolles (Aisne)
Pour les articles homonymes, voir Grisolles.
Grisolles est une commune française située dans le département de l'Aisne, en région Hauts-de-France.

## Géographie

### Hydrographie
La commune est située dans le bassin Seine-Normandie. Elle est drainée par le ru Garnier, le fossé 01 de Charme, le fossé 01 de Gembergin, le fossé 01 de la Marnoise et le fossé 01 de Plaisance,,.

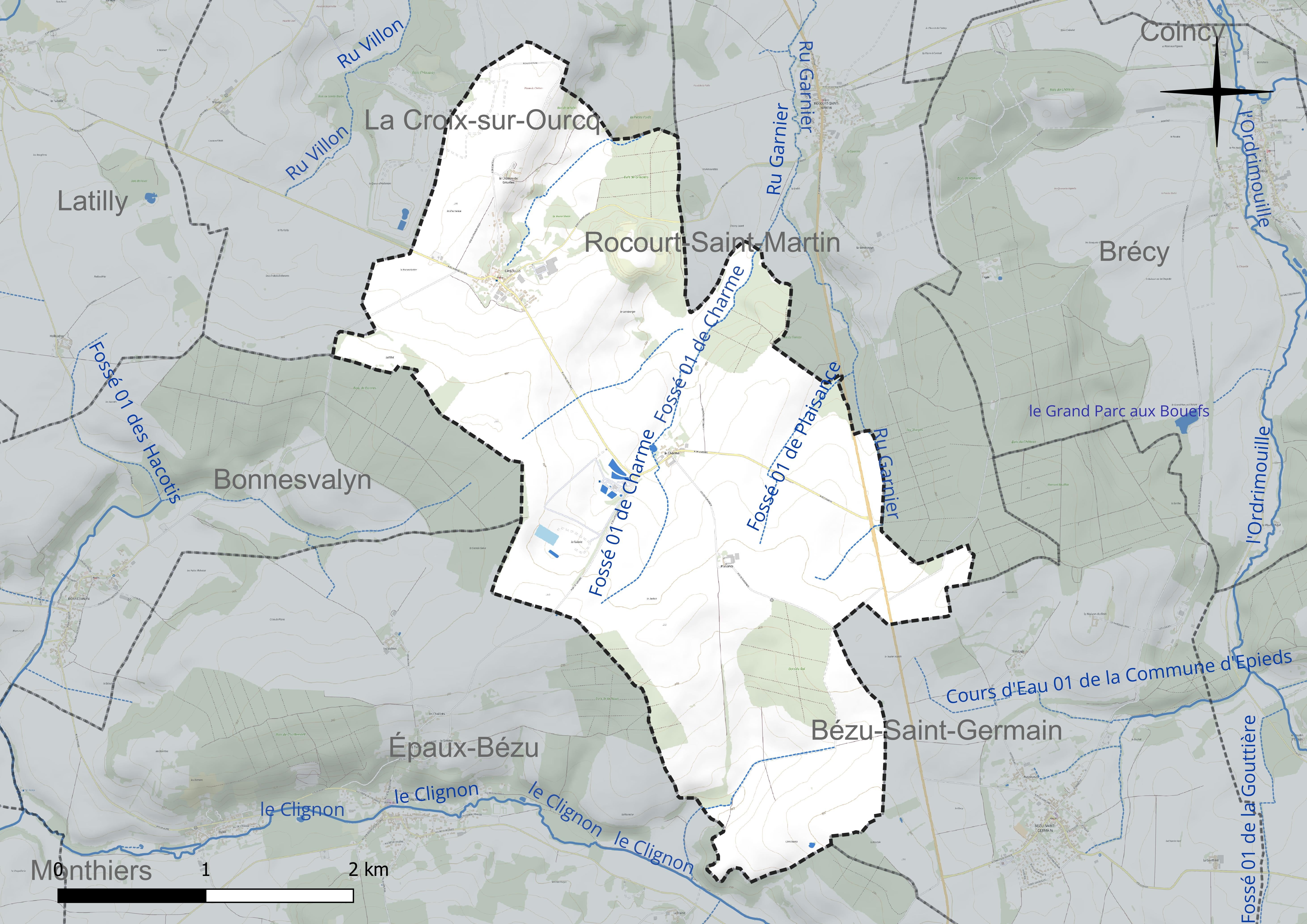
Réseau hydrographique de Grisolles.

### Climat
Pour des articles plus généraux, voir Climat des Hauts-de-France et Climat de l'Aisne.
En 2010, le climat de la commune est de type climat océanique dégradé des plaines du Centre et du Nord, selon une étude du CNRS s'appuyant sur une série de données couvrant la période 1971-2000. En 2020, Météo-France publie une typologie des climats de la France métropolitaine dans laquelle la commune est exposée à un climat océanique altéré et est dans la région climatique Nord-est du bassin Parisien, caractérisée par un ensoleillement médiocre, une pluviométrie moyenne régulièrement répartie au cours de l'année et un hiver froid (3 °C).
Pour la période 1971-2000, la température annuelle moyenne est de 10,2 °C, avec une amplitude thermique annuelle de 15,1 °C. Le cumul annuel moyen de précipitations est de 762 mm, avec 11,6 jours de précipitations en janvier et 8,8 jours en juillet. Pour la période 1991-2020, la température moyenne annuelle observée sur la station météorologique la plus proche, située sur la commune de Blesmes à 13 km à vol d'oiseau, est de 10,6 °C et le cumul annuel moyen de précipitations est de 713,0 mm,. Pour l'avenir, les paramètres climatiques de la commune estimés pour 2050 selon différents scénarios d'émission de gaz à effet de serre sont consultables sur un site dédié publié par Météo-France en novembre 2022.

## Urbanisme

### Typologie
Au 1er janvier 2024, Grisolles est catégorisée commune rurale à habitat dispersé, selon la nouvelle grille communale de densité à 7 niveaux définie par l'Insee en 2022.
Elle est située hors unité urbaine. Par ailleurs la commune fait partie de l'aire d'attraction de Château-Thierry, dont elle est une commune de la couronne,. Cette aire, qui regroupe 52 communes, est catégorisée dans les aires de moins de 50 000 habitants,.

### Occupation des sols
L'occupation des sols de la commune, telle qu'elle ressort de la base de données européenne d'occupation biophysique des sols Corine Land Cover (CLC), est marquée par l'importance des territoires agricoles (80,4 % en 2018), en diminution par rapport à 1990 (83,8 %). La répartition détaillée en 2018 est la suivante : 
terres arables (80,4 %), forêts (13,9 %), zones urbanisées (2,3 %), zones industrielles ou commerciales et réseaux de communication (2,3 %), mines, décharges et chantiers (1,1 %).
L'évolution de l'occupation des sols de la commune et de ses infrastructures peut être observée sur les différentes représentations cartographiques du territoire : la carte de Cassini (XVIIIe siècle), la carte d'état-major (1820-1866) et les cartes ou photos aériennes de l'IGN pour la période actuelle (1950 à aujourd'hui).

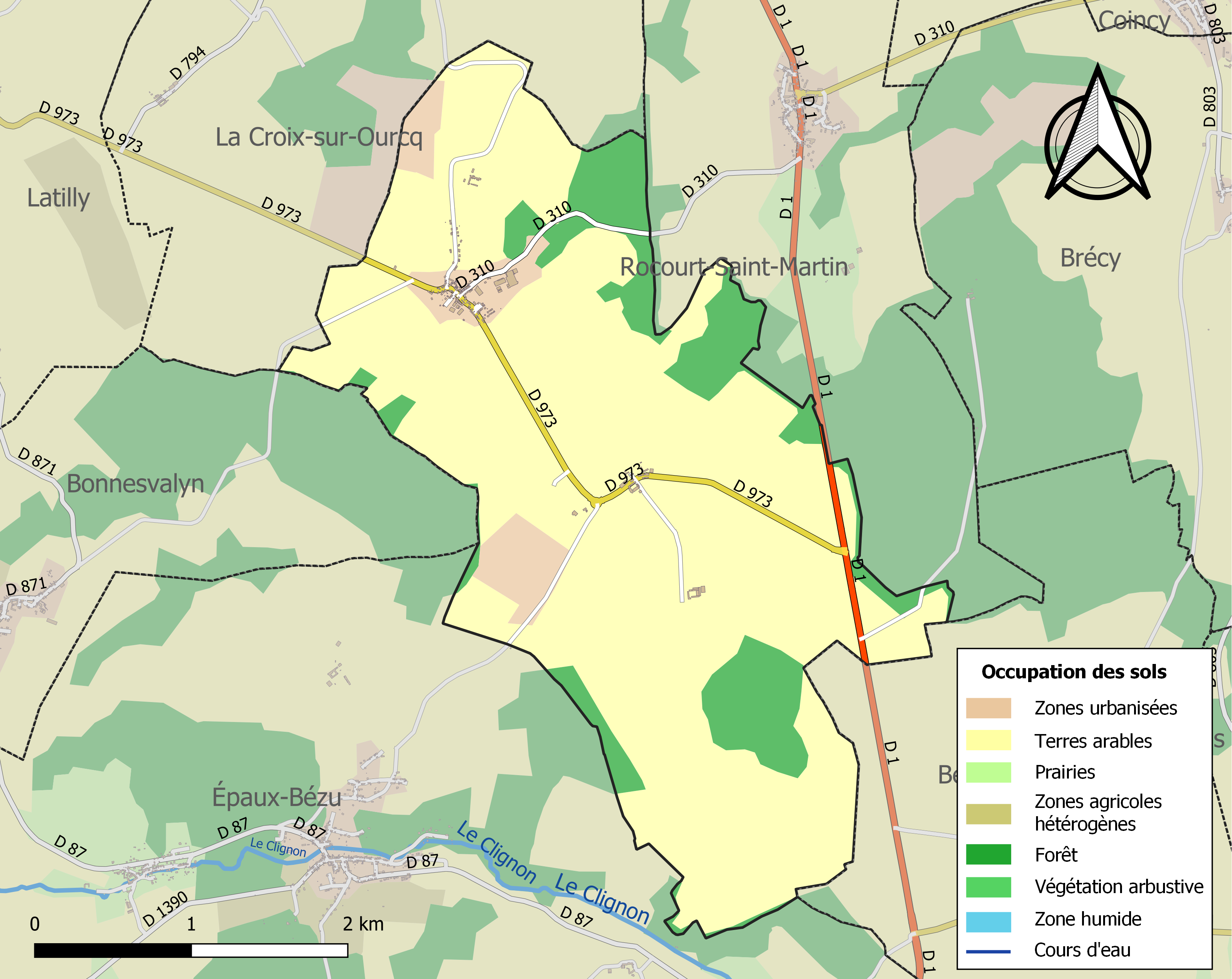
Carte de l'occupation des sols de la commune en 2018 (CLC).

## Toponymie
Le nom de la localité est attesté sous les formes Grisolie (XIIe siècle) ; Villa de Glisoriis (1214) ; Glisoles (1264) ; Grisolle (1709) ; Grizolle (1710) ; Grissolle (1711) ; Paroisse de Saint-Remy-de-Grisolles (1745).
En règle générale les noms de lieux suffixés en -olles sont des dérivés diminutifs à partir de lieux en -ières désignant des lieux de rassemblements. Grisolles logiquement devrait se rapporter à un *Grisières hypothétique dont le sens reste à déterminer. Le plus logique est de voir le terme grès. Grisolles et donc *Grisières seraient alors « lieu où l'on extrait le grès ».

## Politique et administration

### Découpage territorial
La commune de Grisolles est membre de la communauté d'agglomération de la Région de Château-Thierry, un établissement public de coopération intercommunale (EPCI) à fiscalité propre créé le 1er janvier 2017 dont le siège est à Étampes-sur-Marne. Ce dernier est par ailleurs membre d'autres groupements intercommunaux.
Sur le plan administratif, elle est rattachée à l'arrondissement de Château-Thierry, au département de l'Aisne et à la région Hauts-de-France. Sur le plan électoral, elle dépend du  canton de Château-Thierry pour l'élection des conseillers départementaux, depuis le redécoupage cantonal de 2014 entré en vigueur en 2015, et de la cinquième circonscription de l'Aisne  pour les élections législatives, depuis le dernier découpage électoral de 2010.

### Administration municipale
| Période                                  | Période                       | Identité            | Étiquette | Qualité                                        |
| ---------------------------------------- | ----------------------------- | ------------------- | --------- | ---------------------------------------------- |
| Les données manquantes sont à compléter. |                               |                     |           |                                                |
| mars 2001                                | novembre 2002                 | René Roy            |           | Démissionnaire                                 |
| novembre 2002                            | mars 2008                     | Jean-Pierre Landuyt |           |                                                |
| mars 2008                                | 7 septembre 2010              | Françoise Prévost   |           | Démissionnaire                                 |
| 20 octobre 2010                          | En cours (au 12 juillet 2020) | Clément Paradowski  | DVD       | Cadre supérieur Réélu pour le mandat 2020-2026 |

## Démographie
L'évolution du nombre d'habitants est connue à travers les recensements de la population effectués dans la commune depuis 1793. Pour les communes de moins de 10 000 habitants, une enquête de recensement portant sur toute la population est réalisée tous les cinq ans, les populations de référence des années intermédiaires étant quant à elles estimées par interpolation ou extrapolation. Pour la commune, le premier recensement exhaustif entrant dans le cadre du nouveau dispositif a été réalisé en 2005.

En 2022, la commune comptait 230 habitants, en évolution de −6,12 % par rapport à 2016 (Aisne : −1,97 %, France hors Mayotte : +2,11 %).
| 1793 | 1800 | 1806 | 1821 | 1831 | 1836 | 1841 | 1846 | 1851 |
| ---- | ---- | ---- | ---- | ---- | ---- | ---- | ---- | ---- |
| 307  | 293  | 315  | 320  | 298  | 293  | 320  | 304  | 291  |

| 1856 | 1861 | 1866 | 1872 | 1876 | 1881 | 1886 | 1891 | 1896 |
| ---- | ---- | ---- | ---- | ---- | ---- | ---- | ---- | ---- |
| 304  | 310  | 280  | 270  | 270  | 273  | 271  | 257  | 235  |

| 1901 | 1906 | 1911 | 1921 | 1926 | 1931 | 1936 | 1946 | 1954 |
| ---- | ---- | ---- | ---- | ---- | ---- | ---- | ---- | ---- |
| 241  | 225  | 219  | 219  | 231  | 232  | 234  | 199  | 209  |

| 1962 | 1968 | 1975 | 1982 | 1990 | 1999 | 2005 | 2006 | 2010 |
| ---- | ---- | ---- | ---- | ---- | ---- | ---- | ---- | ---- |
| 150  | 137  | 125  | 116  | 152  | 159  | 191  | 197  | 193  |

| 2015 | 2020 | 2022 | - | - | - | - | - | - |
| ---- | ---- | ---- | - | - | - | - | - | - |
| 236  | 234  | 230  | - | - | - | - | - | - |

## Lieux et monuments

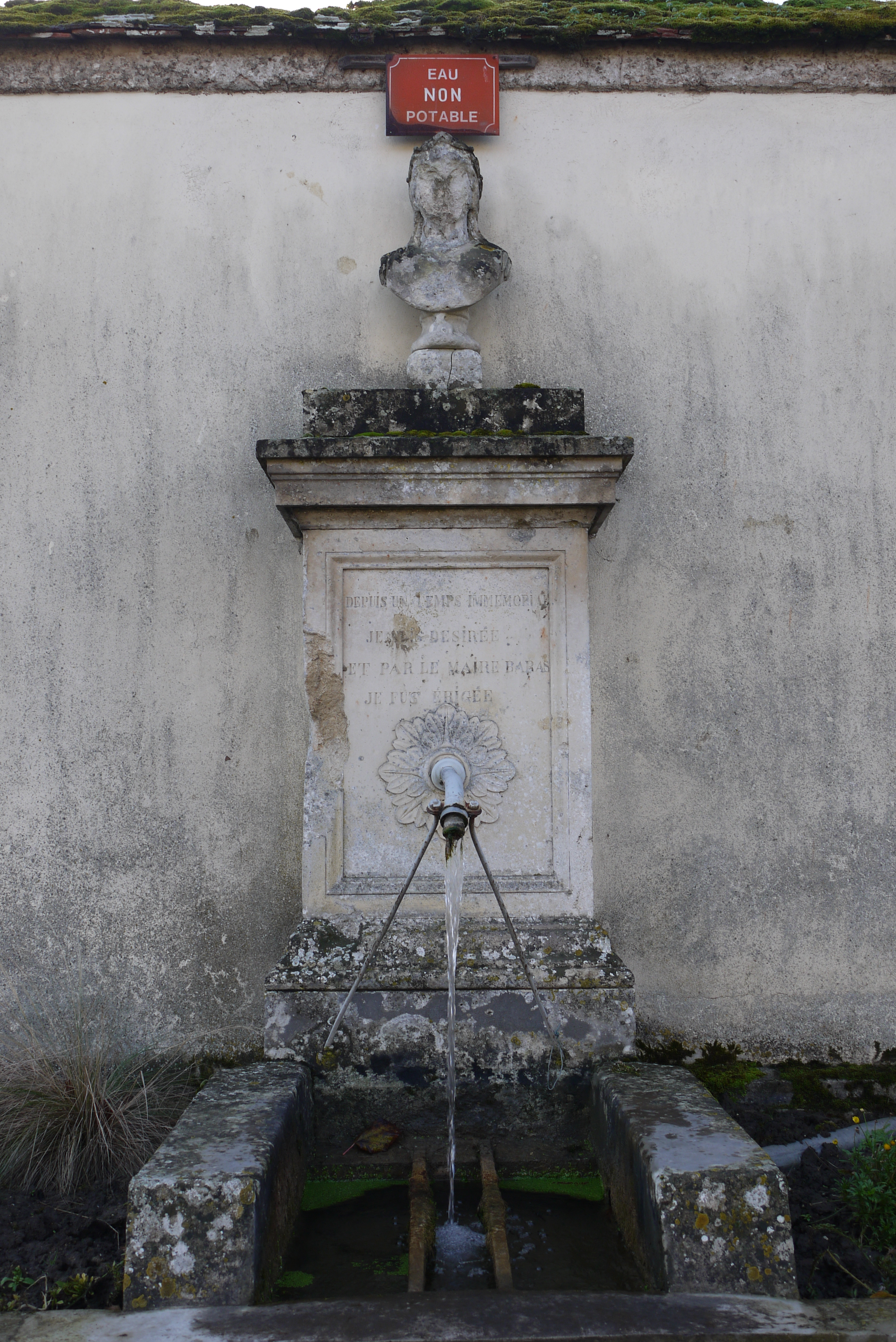
Grisolles (Aisne), une fontaine.

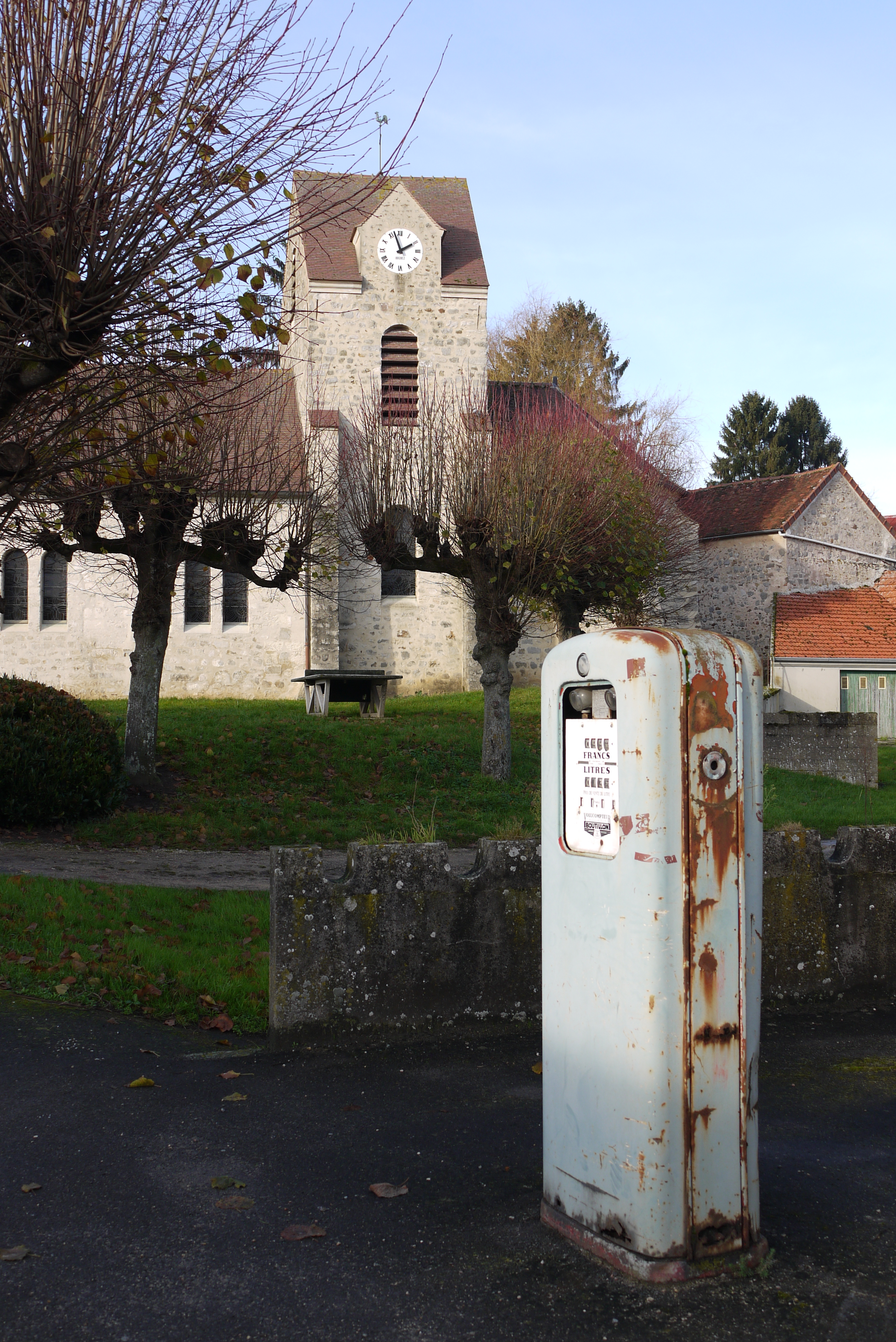
Grisolles, l'église et une vieille pompe à essence.

- Église Saint-Rémi.
- Prieuré du Charme.

## Personnalités liées à la commune
Louis Barras, maire de Grisolles, a fait construire la fontaine sur laquelle on peut lire : « Depuis un temps immémorial je fus désirée et par le maire Baras je fus érigée ».